# Венценосен лемур
Венценосен лемур още коронован лемур (Eulemur coronatus) е вид бозайник от семейство Лемурови (Lemuridae). Видът е застрашен от изчезване.

## Разпространение
Разпространен е в Мадагаскар.